# بخش بیور (شهرستان ماهونینگ، اوهایو)
بخش بیور (به انگلیسی: Beaver Township) یک منطقهٔ مسکونی در ایالات متحده آمریکا است که در شهرستان ماهونینگ، اوهایو واقع شده‌است.
 بخش بیور ۹۱٫۵ کیلومتر مربع مساحت و ۶٬۷۱۱ نفر جمعیت دارد و ۳۱۰ متر بالاتر از سطح دریا واقع شده‌است.